# Баньячонг (упазіла)
Баньячо́нг (бенг. বানিয়াচং, англ. Baniachong) — одна з 8 упазіл зіли Хабігандж регіону Сілхет Бангладеш, розташована на північному заході зіли.
Населення — 268 641 особа (2008; 235 855 в 1991).

## Адміністративний поділ
До складу упазіли входять 15 вардів:
| Зіла                    | Площа, км² | Населення, осіб (2008) |
| ----------------------- | ---------- | ---------------------- |
| Бараюрі                 | -          | 16700                  |
| Дакшін-Пасчім-Баніячанг | -          | 17754                  |
| Дакшін-Пурба-Баніячанг  | -          | 18366                  |
| Даулатпур               | -          | 23836                  |
| Кагапаша                | -          | 21061                  |
| Кхагаура                | -          | 20939                  |
| Макрампур               | -          | 20431                  |
| Мандарі                 | -          | 15749                  |
| Мурадпур                | -          | 12061                  |
| Паїларканді             | -          | 15845                  |
| Пукхра                  | -          | 20089                  |
| Субідпур (Умеднагар)    | -          | 12849                  |
| Суджатпур               | -          | 15354                  |
| Уттар-Пасчім-Баніячанг  | -          | 17517                  |
| Уттар-Пурба-Баньячанг   | -          | 20090                  |